# Beautiful Lies (álbum)
Beautiful Lies es el tercer álbum de estudio de la cantante británica Birdy (nombre artístico de Jasmine van den Bogaerde). Su lanzamiento fue el 25 de marzo de 2016.

## Lista de canciones
| Edición Estándar |                        |                                              |                          |          |  |
| N.º              | Título                 | Escritor(es)                                 | Productor(s)             | Duración |  |
| 1.               | «Growing Pains»        | Jasmine Van den Bogaerde Sam Romans          | Jim Abbiss               | 3:49     |  |
| 2.               | «Shadow»               | Van den Bogaerde Melisa Bester Jamie Hartman | Abbiss                   | 4:01     |  |
| 3.               | «Keeping Your Head Up» | Van den Bogaerde Wayne Hector Steve Mac      | Birdy (co.) Mac          | 3:28     |  |
| 4.               | «Deep End»             | Van den Bogaerde Justin Parker               | Tim Bran Roy Kerr        | 3:28     |  |
| 5.               | «Wild Horses»          | Van den Bogaerde John McDaid                 | TMS                      | 3:01     |  |
| 6.               | «Lost It All»          | Van den Bogaerde                             | Birdy (co.) Bran Kerr    | 3:47     |  |
| 7.               | «Silhouette»           | Van den Bogaerde Simon Aldred Rosie Doonan   | Bran Kerr                | 4:10     |  |
| 8.               | «Lifted»               | Van den Bogaerde Ammar Malik Daniel Omelio   | Bran Kerr                | 4:23     |  |
| 9.               | «Take My Heart»        | Van den Bogaerde                             | Birdy (co.) Felix Joseph | 4:11     |  |
| 10.              | «Hear You Calling»     | Van den Bogaerde Mac Hector                  | Mac                      | 4:01     |  |
| 11.              | «Words»                | Van den Bogaerde Conrad Sewell               | Al Shux                  | 3:37     |  |
| 12.              | «Save Yourself»        | Van den Bogaerde Danny Parker Teddy Geiger   | Bran                     | 3:34     |  |
| 13.              | «Unbroken»             | Van den Bogaerde Aldred                      | Bran Kerr                | 4:25     |  |
| 14.              | «Beautiful Lies»       | Van den Bogaerde Romans                      | Birdy Romans             | 2:50     |  |

| Edición de lujo |                 |                             |                   |          |  |
| N.º             | Título          | Escritor(es)                | Productor(s)      | Duración |  |
| 15.             | «Beating Heart» | Van den Bogaerde Romans     | Tim Bran Roy Kerr | 3:50     |  |
| 16.             | «Winter»        | Van den Bogaerde            | Bran Kerr         | 5:06     |  |
| 17.             | «Give Up»       | Van den Bogaerde TMS Hector | TMS               | 4:00     |  |
| 18.             | «Start Again»   | Van den Bogaerde Amy Wadge  | Jim Abbiss        | 3:24     |  |

| iTunes bonus track |                    |                  |              |          |  |
| N.º                | Título             | Escritor(es)     | Productor(s) | Duración |  |
| 19.                | «Wings (Acoustic)» | Van den Bogaerde |              | 3:42     |  |

| Edición Japonesa |          |                  |              |          |  |
| N.º              | Título   | Escritor(es)     | Productor(s) | Duración |  |
| 20.              | «Lights» | Van den Bogaerde |              | 4:44     |  |

## Posicionamiento
| Lista (2016)                       | Mejor posición |
| ---------------------------------- | -------------- |
| Australia (ARIA)                   | 10             |
| Austria (Ö3 Austria)               | 11             |
| Bélgica (Ultratop flamenca)        | 7              |
| Bélgica (Ultratop valona)          | 8              |
| Canadá (Billboard Canadian Albums) | 22             |
| Países Bajos (Album Top 100)       | 8              |
| Francia (SNEP)                     | 10             |
| Hungría (MAHASZ)                   | 4              |
| Irlanda (IRMA)                     | 5              |
| Italia (FIMI)                      | 57             |
| Nueva Zelanda (Recorded Music NZ)  | 15             |
| Polonia (ZPAV)                     | 39             |
| Suiza (Schweizer Hitparade)        | 2              |
| Reino Unido (UK Albums Chart)      | 4              |
| Estados Unidos (Billboard 200)     | 68             |

## Recepción crítica
Beautiful Lies ha recibido generalmente críticas positivas por parte de los expertos musicales. Recibió una puntuación de 73 en Metacritic basado en cuatro críticas.